# Тырновское сельское поселение (Шиловский район)
Тырновское се́льское поселе́ние — муниципальное образование в Шиловском районе Рязанской области Российской Федерации. Административный центр — село Тырново.

## Географическое положение
Муниципальное образование — Тырновское сельское поселение расположено в западной части Шиловского муниципального района на правом берегу реки Оки. Его площадь составляет 100 км².

## Климат и природные ресурсы
Климат Тырновского сельского поселения умеренно континентальный, характеризуется умеренно-холодной зимой, достаточно теплым летом. 
Основным источником водных ресурсов является река Ока, в северной части поселения (село Дубровка) протекает река Средник, впадающая в Оку. В южной части поселения протекает река Чёрная с обрывистыми берегами. В западной части поселения протекает река Тырница, в устье которой расположен затон Курово, являющийся памятником природы регионального значения. В пойме имеется большое количество больших и малых озёр.
Почвы Тырновского сельского поселения дерново-подзолистые и светло-серые лесные. В поймах рек преобладают почвы лугово-дернового пойменного типа. По механическому составу почвы представлены легкосуглинистыми, супесчаными, песчаными, а в поймах — суглинистые, супесчаные и песчаные.
На территории Тырновского сельского поселения произрастают смешанные и хвойные леса. Здесь встречаются сосновые боры, березо-осиновые леса и дубравы. В подлеске лиственных лесов и дубрав растут рябина, шиповник, черемуха и другие растения. В затоне Курово произрастает водяной орех, вид растений, занесенный в Красную книгу Российской Федерации.

## История
Образовано в результате муниципальной реформы 2006 г. на территории Тырновского сельского округа (центр Тырново) — с возложением административного управления на село Тырново.
Образование и административное устройство сельского поселения определяются законом Рязанской области от 07.10.2004 № 102-ОЗ.
Границы сельского поселения определяются законом Рязанской области от 28.12.2007 № 240-ОЗ.

## Население
| 2010 | 2012 | 2013 | 2014 | 2015 | 2016 | 2017 | 2018 | 2019 |
| ---- | ---- | ---- | ---- | ---- | ---- | ---- | ---- | ---- |
| 746  | ↘729 | ↘720 | ↗724 | ↗734 | ↘723 | ↘698 | ↘675 | ↘660 |
| 2020 | 2021 |      |      |      |      |      |      |      |
| ↘649 | ↘604 |      |      |      |      |      |      |      |

## Состав сельского поселения
В состав Тырновского сельского поселения входят 3 населенных пункта:
| № | Населённый пункт | Тип населённого пункта       | Население |
| - | ---------------- | ---------------------------- | --------- |
| 1 | Акулово          | деревня                      | ↘29       |
| 2 | Дубровка         | село                         | ↘98       |
| 3 | Тырново          | село, административный центр | ↘619      |

## Местное самоуправление
Главы сельского поселения
- до 2023 года — Сергей Петрович Попов[16]
- с 2023 года — Игорь Юстинасович Иошкас

## Экономика
По данным на 2015/2016 г. на территории Тырновского сельского поселения Шиловского района Рязанской области расположены:
1. ООО «Тырновский молочный завод», переработка коровьего молока и производство молочной продукции под торговыми марками «Мещерские Росы» и «Миродаровская»;
2. ООО «Веси», производство пиломатериалов;
3. ООО «Инякино», агропромышленное предприятие.

Реализацию товаров осуществляют 5 магазинов и 1 предприятие по оказанию ритуальных услуг.

## Социальная инфраструктура
На территории Тырновского сельского поселения действуют: 2 отделения почтовой связи, врачебная амбулатория (в селе Тырново) и 1 фельдшерско-акушерский пункт (ФАП), Тырновская основная общеобразовательная школа (филиал Инякинской СОШ), Дом культуры (в селе Тырново) и библиотека.

## Транспорт
Основные грузо- и пассажироперевозки осуществляются автомобильным транспортом: через территорию сельского поселения проходит автомобильная дорога регионального значения Р125: «Ряжск — Касимов — Нижний Новгород». Важнейшее значение до недавнего времени имел тот факт, что через территорию сельского поселения проходит водный путь по реке Оке. В селе Тырново имеется пристань (якорная стоянка). В летнее время через реку Оку действует паромная переправа.